# Lindesbergs stadsbibliotek
Lindesbergs stadsbibliotek är huvudbibliotek för folkbiblioteken i Lindesbergs kommun. Bibliotek finns i Lindesberg, Fellingsbro, Frövi och Storå. Biblioteksbussen besöker skolor, förskolor och boende på landsbygden.   
Biblioteket ingår i Bergslagsbibblan, som är ett samarbete mellan de fyra norrkommunerna i Örebro län.  Samarbetet innebär att kommunerna med deras respektive folkbibliotek har en gemensam katalog för sina medier, samt att böcker och andra medier utan kostnad för låntagaren skickas till valfritt bibliotek i samarbetet för utlån, och att alla medier kan återlämnas i vilket bibliotek i samarbetet som helst. Bergslagsbibblan har bland annat också en gemensam webb och lösning för e-medier.  
Lindesbergs stadsbibliotek är ett meröppet bibliotek. Meröppet innebär att biblioteket är tillgängligt för besökare under vissa tider, även när det inte finns personal på plats. För att kunna använda meröppet måste man registrera sig och skriva ett avtal med biblioteket.
I Galleri Konstrummet inne i biblioteket arrangeras utställningar. I anslutning till Konstrummet finns Väggen där amatörer kan ställa ut. I källarvåningen ligger Lindesbergs kulturhistoriska arkiv. 